# Maurice Glasman, Baron Glasman

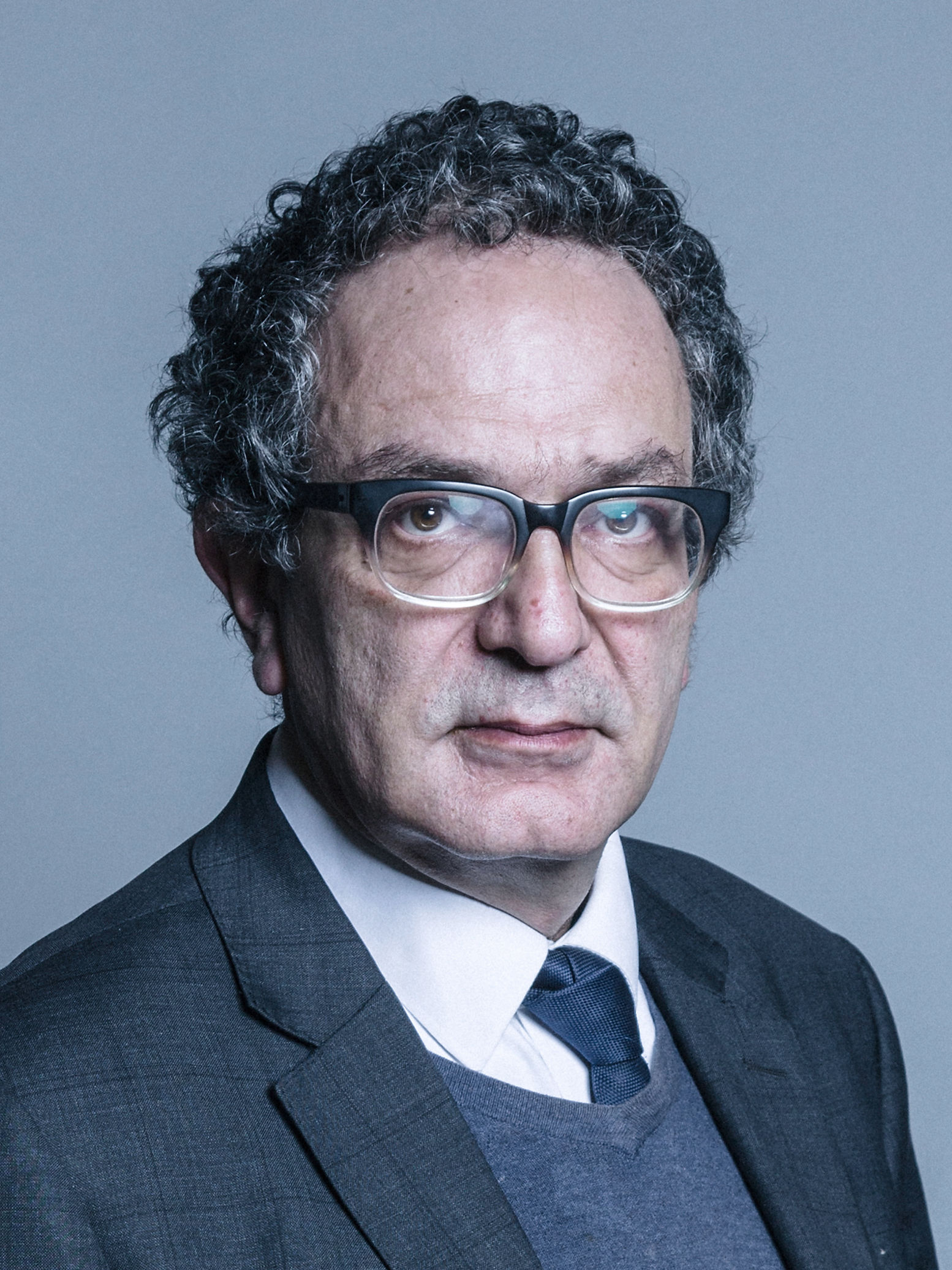
Maurice Glasman, Baron Glasman

Maurice Glasman, Baron Glasman (* 8. März 1961 in Walthamstow) ist ein englischer Politiktheoretiker und Life Peer der Labour Party im House of Lords. Er prägte im Jahr 2009 den Begriff Blue Labour.

## Leben und Karriere

### Jugend und Ausbildung
Glasman wurde in Walthamstow im nordöstlichen London in eine jüdische Familie geboren. Sein Vater Collie Glasman betrieb eine kleine Spielzeugfabrik, seine Mutter Rivie Glasman, die aus armen Verhältnissen stammte, war viele Jahre ihres Lebens eine Unterstützerin der Labour Party. Glasman ging auf die Clapton Jewish Day School und die Jews' Free School, wo er ein Stipendium für ein Studium in Neuer Geschichte am St Catharine’s College (Cambridge) gewann.
Glasman graduierte in Politischer Philosophie an der University of York und promovierte am European University Institute in Florenz mit einer Doktorarbeit über die deutsche Soziale Marktwirtschaft; die Arbeit wurde 1996 veröffentlicht unter dem Titel Unnecessary Suffering. Glasman gibt politischen Denkern von Aristoteles bis zum ungarischen Ökonom und Soziologen Karl Polanyi großen Einfluss auf seine Politik.

### Berufliche Karriere
Glasman wurde Professor am European Centre der Johns Hopkins University in Bologna. Nach dem Tod seines Vaters im Jahr 1995 kehrte er nach Großbritannien zurück. Er ist Professor für Political Theory an der London Metropolitan University. Gemäß seiner Website, "his research interests focus on the relationship between citizenship and faith and the limits of the market".
Er arbeitete zehn Jahre lang mit der Community-Organizing-Gruppe London Citizens (heute Citizens UK).

## Politische Ansichten
Er trat bereits 1976 mit 15 Jahren in die Labour Party ein und engagierte sich verstärkt in die politische Arbeit mit Labour nach dem Tod seiner Mutter 2008. Er prägte den Begriff Blue Labour. Glasman definierte dies als klein-konservative Form von Sozialismus der eintritt für den Weg zurück zu den Wurzeln der vor-1945-Labour-Party durch verstärktes Einbinden von Freiwilligengruppen, wie z. B. Gewerkschaften, Kirchen oder Fußballclubs.
Am 19. November 2010 wurde seine Ernennung zum Life Peer verkündet. Am 4. Februar 2011 wurde er als Baron Glasman zum Life Peer erhoben und zog am 8. März 2011 in das House of Lords ein, wo er für Labour sitzt.
Im April 2011 forderte Glasman seine Partei auf, den Dialog mit den Sympathisanten der rechtsextremen English Defence League (EDL) zu suchen, um eine Partei zu bilden, die vermittelt und diejenigen in unsere Partei einzubinden, die die EDL unterstützen. Sie sollen die Partei nicht dominieren und nicht den Ton angeben, aber es soll eine Verbindung zu ihnen geben, um ihnen ein besseres Leben zu bieten, denn das ist es, was sie wollen ("to build a party that brokers a common good, that involves those people who support the EDL within our party. Not dominant in the party, not setting the tone of the party, but just a reconnection with those people that we can represent a better life for them, because that's what they want").
Im Juli 2011, forderte Glasman, dass Immigration und das Recht auf Arbeitnehmerfreizügigkeit vorübergehend gestoppt werden müssen, eine der Kernaussagen des Vertrags von Rom. Aufgrund dieser Aussagen verlor Blue Labour mehr und mehr seinen Einfluss in der Labour Party.
Er betonte, dass Israel nicht dämonisiert werden solle, jedoch gingen dort, seiner Meinung nach schreckliche Dinge vonstatten. Er ergänzte, die israelische Siedlerbewegung sei genauso übel wie der islamische Fundamentalismus. Er sehe sowohl bei Dschihadisten als auch bei den Siedlern nationalistische Vorherrschaft und er könne nur seine Abscheu darüber ausdrücken. Er nahm trotzdem eine Gastprofessur an, die ihm von der Universität Haifa angeboten worden war, und erzählte dem Jewish Cronicle: „Falls Leute sagen, sie wollten Israel boykottieren, so sollen sie damit anfangen, mich zu boykottieren.“

### Persönliches
In seiner Jugend spielte Glasman vier Jahre Trompete in einer Jazzgruppe. Glasman ist Förderer von jüdischen Traditionen, er geht am Sabbat regelmäßig zur Synagoge, und ist Gründungsmitglied der Stoke Newington New Shul, einer Synagoge, die der Masorti-Bewegung angehört. Seine Frau Catherine ist auch sehr engagiert im Judentum. Sie leben koscher und feiern den Sabbat.

## Veröffentlichungen
- The Labour Tradition and the Politics of Paradox: The Oxford London Seminars 2010-11. The Oxford-London Seminars. Soundings Journal, 2011 (Online).
- Maurice Glasman: Labour as a radical tradition. Soundings, Number 46, 10, S. 31–41, abgerufen am 21. Januar 2013 (englisch).
- Maurice Glasman: The Secret of Obama's success. 8. November 2008, abgerufen am 30. Januar 2015 (englisch).
- Maurice Glasman: Losing Your Rag. 4. Februar 2006, abgerufen am 30. Januar 2015 (englisch).
- Unnecessary Suffering: Managing Market Utopia. Verso, 1996 (Google Books).
- Maurice Glasman: The Great Deformation: Polanyi, Poland, and the Terrors of Planned Spontaneity. 1994, abgerufen am 21. Januar 2013 (englisch).